# Joan Martí i Aragonès
Joan Martí i Aragonès   (Barcelona, 20 de setembre de 1936 - Sant Cugat del Vallès, 20 de febrer de 2009), conegut també per la seva firma Petronius, va ser un pintor i dibuixant de còmic català.
El seu estil es defineix com a figuratiu, amb preferència per la figura humana, les escenes quotidianes i els paisatges tant naturals com urbans. Dominava tant la tècnica de la pintura a l'oli com al pastel o el carbonet. Al llarg de la seva carrera artística va retratar nombrosos personatges cèlebres, com el president de la Generalitat de Catalunya Jordi Pujol i la seva esposa Marta Ferrusola, Ladislau Kubala, Xavier Cugat, Frederic Mompou, Maria Aurèlia Capmany, Joan Oró o l'escriptor Josep Pla, el qual va afirmar que la seva pintura posseïa un «realisme pràctic, gairebé màgic, extremadament intel·ligent i agradable». Per la seva banda l'escriptor Francesc Candel va definir la seva obra com a «rica de temes i tonalitats, i la seva policromia ben cuidada, sense estridències però amb exactitud».

## Biografia
El 1950, amb tretze anys, va començar a treballar com a aprenent a l'estudi del pintor Nolasc Valls i Martí. El 1953 va ser admès a la Reial Acadèmia Catalana de Belles Arts de Sant Jordi, on va rebre classes de dibuix i pintura d'Ernest Santasusagna i Antonio García Morales. El 1960 va aconseguir una beca d'estudis que li va permetre viatjar a Itàlia i Amèrica. A Itàlia va recórrer les ciutats amb més tradició artística del país i, posteriorment, va passar un temps a París, on va conèixer els seus museus i va entrar en contacte amb altres pintors. El 1961 va residir durant sis mesos a la ciutat suïssa de Sankt Gallen.
En tornar a Barcelona va ingressar a l'agència de representació artística Selecciones Il·lustrades, que oferia treball a il·lustradors i dibuixants al mercat estranger. A través d'aquesta agència va realitzar una sèrie de retrats d'estrelles de la cançó de l'època, com ara Paul Anka, Cliff Richard i Tommy Steele. Als anys successius va dibuixar també il·lustracions per a revistes femenines i portades de novel·les romàntiques.
Va realitzar la seva primera exposició individual el 1959, amb tan sols 21 anys, a la desapareguda galeria Atena, i sis anys més tard, després d'un període de reflexió sobre el seu estil, va dur a terme la segona a la Galeria Jaimes de Barcelona, que va ser un èxit notable. Durant els anys següents va compaginar la seva tasca com a il·lustrador amb la pintura artística, però des de mitjans de la dècada del 1970 es va dedicar de ple a aquesta última.
El 1986 va realitzar uns apunts al natural de Plácido Domingo i Katia Ricciarelli als estudis cinematogràfics Cinecittá, a Roma, durant el rodatge del film Otello i amb permís del seu director, Franco Zeffirelli. D'aquests apunts van sorgir 25 obres que van donar lloc a una exposició itinerant que va recórrer diversos països el 1992. El 1990 va prendre apunts d'una regata en què va participar el rei Joan Carles I a Mallorca, dels quals van sorgir 22 obres que es van exposar al Reial Club Nàutic de Barcelona el 1991 i el desembre d'aquell any al Saló Nàutic Internacional de Barcelona, amb presència del propi monarca. El 1992 va pintar un gran quadre amb la plantilla del Futbol Club Barcelona d'aquella temporada, que es conserva a l'Espai Wembley del Museu del FC Barcelona.
Va morir a Sant Cugat del Vallès el febrer del 2009. A l'octubre d'aquell any es va fer una exposició d'homenatge a la Sala Rusiñol de Sant Cugat del Vallès.